# Ambrosia

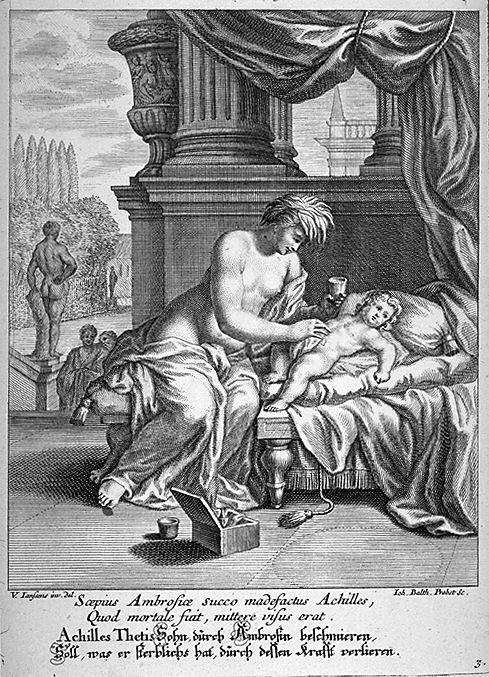
Thetis ölt Achilles mit Ambrosia ein

Die Ambrosia (altgriechisch ἀμβροσία ambrosía „Speise der Götter“) gehört vor allem in den Bereich der griechischen Mythologie.

## Etymologie
Das Wort ist die feminine Form des Adjektivs ἀμβρόσιος („den Unsterblichen gehörig, unsterblich, ambrosisch“), gebildet zum Adjektiv ἄμβροτος ámbrotos („unsterblich“; feminin ἀμβρότη ambrótē). Hinzuzudenken ist das Substantiv ἐδωδή edōdḗ (fem.; „Speise“). Eigentlich lautet das Adjektiv ἀμβρότιος ambrótios (fem. ἀμβρότια ambrótia). Es ist vor-urgriechisch und aus dem die Verneinung anzeigenden Sonanten *n- (der im Griechischen zum α privativum, im Lateinischen zu in- und im Deutschen und Englischen zu un- wird) und der Wurzel *mrt- („Tod“, vergleiche lateinisch mors) gebildet. Das -β- ist Sprosslaut zwischen dem Nasal und dem -r-; das Adjektiv βροτός brotos („sterblich“) ist eine abgeleitete, „retrograde“ Bildung.
Die Betonung Ambrósia entspricht den Regeln der lateinischen Sprache.
Es besteht eine etymologische und mythologische Verwandtschaft zum hinduistischen Amrita.

## Bedeutung
- Bei Homer kommt es in der Ilias und in der Odyssee als unsterblich machende Speise der Götter regelmäßig vor. Den gewöhnlichen Menschen wird es vorenthalten, wie man aus der Kalypso-Episode der Odyssee sehen kann.[1]
- Nach dem Mythos brachten wilde Tauben dem Zeus Ambrosia. Auch den Götterlieblingen unter den Menschen wurde sie gereicht, so dem Tantalos, dem Aeneas und dem Achilleus. Im Roman Der goldene Esel des Apuleius reicht Jupiter der Psyche einen Becher mit Ambrosia mit den Worten: „Nimm, Psyche, und du sollst unsterblich sein!“[2]
- Die Göttin Hebe reicht als Mundschenk der Götter Nektar und Ambrosia.[3] Sie wird in dieser Aufgabe von Ganymed abgelöst.
- Auch als Öl zur Einbalsamierung von Toten wurde Ambrosia verwendet. So befiehlt Zeus dem Apollon,[4] den Leichnam des Sarpedon zu salben (χρῖσόν τ’ ἀμβροσίῃ – „[…] und salbe ihn mit Ambrosia!“), was dieser zehn Verse später auch ausführt.[5]
- Ambrosia dient auch allgemein als wohlriechende Flüssigkeit, so in der Odyssee,[6] wo Eidothea damit den Trangeruch der Robben überdeckt. Ähnliches sagt auch Vergil.[7]
- Ambrosia dient den Pferden der Götter als Nahrung. Das sieht man z. B. aus der Ilias,[8] wenn es vom Fluss Simois in der Ebene vor Troja heißt, er lasse Ambrosia als Weide für deren Pferde wachsen.[9] In der römischen Mythologie werden die Pferde des Sonnengottes mit Ambrosia gefüttert, die im Westen wächst.[10]
- Wenn Athenaios zu berichten weiß,[11] die Ambrosia sei aus reinem Wasser, Olivenöl und einer Früchtezusammenstellung gemischt, so findet man einen Nachgeschmack von Süßigkeit noch bei Catull, der von einem „Küsschen süßer als süße Ambrosia“ spricht.[12]

## Weitere Zusammenhänge
- Frühe Ärzte gaben Lebenselixieren und Schönheitsmitteln den Namen Ambrosia.
- Für in der Antike und im Mittelalter als Ambrosia (oder Ambrosiana) bezeichnete Heilpflanzen gibt es verschiedene Deutungsmöglichkeiten.[13]

## Ähnliche Mythen
- Der Nektar der griechischen Mythologie wird teilweise als Synonym betrachtet, siehe dort.